# USEN NETWORKS
株式会社USEN NETWORKS（ユウセンネットワークス、英: USEN NETWORKS CORPORATION）は、東京都品川区に本社を置き、インターネット通信関連事業を行う日本の企業。
U-NEXTグループの一員である。

## 概要
インターネット通信関連事業、販売代理店事業、電力事業を行っており、様々な業種の運営をサポートしている。
2018年以降、法人向け光回線サービス「USEN光 plus」や、プロバイダの「USEN NET」をはじめとする、法人・個人事業主向けのインターネット回線や周辺商材を提供している。
また、販売代理事業として大手通信キャリアの商材や店舗向け商材の販売代理事業も行っている。
通信技術とIoT技術を駆使した店舗・オフィス向けサービスを提供し、生産性の向上とともにコスト削減を実現するサービスを提供している。

## 提供サービス
光回線「USEN光 plus」プロバイダ「USEN NET」をはじめ、法人、個人事業主向けのインターネット回線や周辺商材を提供をしている。
一次代理店として大手通信キャリアより回線、ISPをはじめとしたグループ会社商材のBGM、レジ、カメラ等の販売しているだけでなく、各種研修、販売促進の提案など代理店販売の立ち上げや販売活動のサポートも行っている。
光回線サービス
- USEN光 plus
- USEN光 plus XG
- USEN光 plus ECO

プロバイダ
- USEN NET

Wi-Fiサービス
- UらくWi-Fi
- U-SPOT biz
- U-STATION 6

その他商材
- なっとく電話
- U-らくカメラ
- どこでもみまもりサポート
- U-POWER
- USEN光リモートサポート
- U-CLUB
- マカフィーマルチ アクセス
- U-クラウドバックアップ for PC
- U-かけつけサポート
- U-データレスキュー

## 沿革
- 2017年6月 - 株式会社USEN NETWORKS分社独立
- 2017年12月 - 株式会社USEN NETWORKS代表取締役社長に島田亨就任
- 2018年3月 - インターネットサービスプロバイダ「USEN NET」の提供開始
- 2018年10月 - NTT東日本、西日本の提供する「フレッツ光」を用いた「USEN光 plus」の提供開始
- 2019年1月 - USEN NETWORKS代表取締役社長交代 山下一成就任
- 2019年12月 - 本社を東京都渋谷区へ移転
- 2020年1月6日 - オフィス、店舗向けフリーWi-Fiサービス「U-SPOT biz」の提供開始
- 2020年8月20日 - NTT東日本、西日本の提供する「フレッツ光クロス」を用いた「USEN光 plus XG」の提供開始
- 2020年9月 - USEN NETWORKS代表取締役社長交代 神田一樹就任
- 2020年10月21日 - NTT東日本、西日本の提供する「フレッツ光ライトプラス」を用いた「USEN光 plus ECO」の提供開始
- 2021年1月8日 - 固定電話、FAXサービス「なっとく電話」の提供開始
- 2021年1月15日 - 「USEN ひかり電話」の毎月の通話料が20%割引となる「通話料割引オプション」の提供開始
- 2021年2月 - 「USEN NET」がNTT西日本の受託商品として取り扱い開始
- 2021年7月15日 - Wi-Fi 6対応公衆無線LAN「U-STATION 6」の提供開始